# Hakudō Nakayama
Hakudō Nakayama (中山 博道 Nakayama Hakudō?,  11 de febrero de 1872 - 14 de diciembre de 1958), también conocido como Nakayama Hiromichi, fue un artista marcial japonés y fundador del estilo de iaidō Musō Shinden-ryū. Recibió los rangos de hanshi (instructor maestro) en kendō, iaidō y jōdō de la Federación de Kendo de Todo Japón. Además, poseía una licencia de instructor en Shintō Musō-ryū y un Menkyo kaiden en Shindō Munen-ryū, lo que lo convierte en el séptimo sōke de ese sistema. Nakayama también fue uno de los maestros de Shimomura-ha Musō Shinden Eishin-ryū, iaijutsu.

## Biografía
Nakayama nació en 1872 en la ciudad de Kanazawa, prefectura de Ishikawa, Japón. Se trasladó a Tokio cuando tenía 19 años y se unió al dōjō de Negishi Shingorō de la Shindō Munen-ryū. Con el tiempo, Nakayama se convirtió en un maestro de kenjutsu de la Shindō Munen-ryū.
Cuando era joven, aprendió la escuela Yamaguchi-ryū (también conocida como Yamaguchi Ittō-ryū) de Riso Saitō en la ciudad de Toyama y recibió un menkyo kaiden (certificado de maestría). También obtuvo el rango de dan en el juego de go a los 14 años. A los 17 años se trasladó a Tokio, y se dice que su objetivo era tanto el go como la esgrima. 
En abril de 1890, a los 18 años, se convirtió en uchi deshi (discípulo interno) de Shinpei Tsuji, de la escuela Shintō Musō-ryū, en su dōjō llamado Yūshinkan. A pesar de ser de baja estatura, apenas 160 cm de altura, y tener un físico débil de menos de 60 kg de peso, se decía que no llegaría a nada. Sin embargo, redujo su tiempo de sueño a 4 horas y se sometió a un entrenamiento riguroso del que se decía que lo llevaría a la muerte. Así desarrolló su habilidad.

## Trayectoria
La trayectoria de Hakudō en el kendō es notable. Desde joven, se dedicó al estudio y la práctica de esta disciplina. Aprendió la escuela Yamaguchi-ryū (también conocida como Yamaguchi Ittō-ryū) de Riso Saitō en la ciudad de Toyama y recibió un menkyo kaiden (certificado de maestría) en esa escuela.

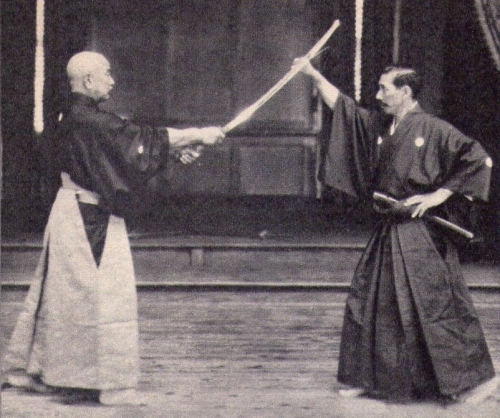
Takano Sasaburō y Nakayama Hakudo realizando una exhibición de kendo kata

Enseñó en el Dojo Yushinkan, cerca de Koishikawa-Kōrakuen en Tokio, y entrenó a muchos de los mejores espadachines de su época. Era amigo personal del fundador del aikido, Morihei Ueshiba, y fue fundamental en la organización del matrimonio entre su estudiante Kiyoshi Nakakura y la hija de Ueshiba, Matsuko. También fue el maestro de Minoru Mochizuki, estudiante de Ueshiba y desarrollador del dojo Yoseikan. Nakayama también enseñó kendo e iaidō a Gigō Funakoshi, tercer hijo del fundador del karate Shotokan, Gichin Funakoshi, quien dio al karate de su padre un sabor más japonés al agregar ejercicios de entrenamiento basados en kendo e iaidō y mejoras técnicas basadas en su entrenamiento en esgrima.
A mediados de la década de 1920, Nakayama era uno de los espadachines más famosos de Japón, y como tal, fue nombrado líder del comité encargado de elaborar el plan de estudios de espada para la Academia Militar Toyama. Por lo tanto, muchos lo consideran el padre del estilo de esgrima de Toyama. No obstante, Kimura Shoji escribió en 1926:
Las éticas de la esgrima, el Sr. Nakayama desea aclarar, no se basan en el homicidio agresivo. Radican principalmente en el entrenamiento psíquico. De la misma manera en que los yoguis desarrollaron su inhibición física para alcanzar estados meditativos y condiciones psíquicas superiores, el kendo entrena el sistema nervioso para responder, convirtiendo los esfuerzos conscientes torpes en reflejos. El instrumento, la espada, es necesario para mantener ese estado de mente serio. ¿Qué es más serio que la vida como pago por errores o distracciones? El brillo frío y espejado de la hoja que te enfrenta, no puedes evitar serio. La escuela conductista de la psicología se ajusta bien a este principio.

## Carrera
En abril de 1890, a los 18 años, se convirtió en discípulo interno en el dōjō Yūshinkan, perteneciente a Negishi Shingorō de la escuela Shintō Musō-ryū. A pesar de su apariencia física débil, con una estatura de 160 cm y un peso inferior a los 60 kg, se enfrentó a un riguroso entrenamiento, reduciendo su tiempo de sueño a tan solo 4 horas. Su determinación y esfuerzo le permitieron desarrollar sus habilidades y mejorar su nivel en el kendō.
En 1902, a los 35 años, recibió el menkyo kaiden y fue adoptado como hijo por Negishi, convirtiéndose en el heredero de la escuela Shintō Musō-ryū Yūshinkan.Posteriormente, en 1912, fue seleccionado como miembro del comité encargado de establecer las formas de la espada (kata) en el kendō a nivel nacional. Junto con Negishi Shingorō, su maestro, trabajó arduamente en la creación y desarrollo del sistema de katas del kendō en el Imperio de Japón. Hakudō fue reconocido como una autoridad en el mundo del kendō durante la primera etapa de la era Shōwa. Participó en varias exhibiciones, incluyendo el evento anual Shōwa Tenran Shiai. Después de la Segunda Guerra Mundial, Hakudō fue detenido temporalmente bajo sospecha de crímenes de guerra. En la posguerra, mantuvo una posición honoraria en organizaciones formales de kendō.

## Décimo dan
En 1957, la All Japan Kendo Federation le ofreció el primer grado de "Jūdan" (décimo dan), pero Hakudō se opuso al sistema de dan y rechazó la oferta.A lo largo de su carrera, Hakudō tuvo una gran influencia en el desarrollo del kendō moderno. Sin embargo, él mismo era crítico con la orientación deportiva y el enfoque competitivo del kendō actual. En sus últimos años, expresó su preocupación por la dirección que estaba tomando el kendō y abogó por preservar la verdadera esencia y espiritualidad de las artes marciales japonesas.
Se le considera un líder que tuvo una fuerte influencia en el desarrollo del kendō moderno, pero Hakudō mismo era crítico con el kendō moderno orientado al deporte. En sus últimos años, al presenciar el All Japan Kendo Championship, declaró duramente: "Puedo ver que los movimientos con el shinai de los competidores del Zen Nihon Kendō Renmei son hábiles, pero en última instancia, esos movimientos se limitan a manejar un shinai. Sin reservas, puedo decir que no hay nadie que merezca una calificación aprobatoria. Por lo tanto, creo que sería adecuado cambiarlo a Campeonato de Shinai. Esa forma de ataque y defensa es algo inimaginable con una espada japonesa, es extremadamente irracional".

## Tameshigiri
Hakudō practicó activamente el tameshigiri (prueba de corte), pero criticó las simples demostraciones de corte y las acrobacias, realizando el tameshigiri como parte integral del perfeccionamiento del iaidō.
Durante la Segunda Guerra Mundial, se le encargó realizar más de 500 cortes de prueba con espadas militares por día, por solicitud del ejército y la marina. Aunque él mismo tenía alrededor de 200 espadas, las regaló a sus alumnos que partieron al frente, por lo que después de la guerra apenas le quedaron algunas. Aunque muchos de sus alumnos lograron grandes méritos en el campo de batalla, también hubo muchos casos de fracasos, como no poder cortar al enemigo debido a la planicie de la espada y terminar golpeándolo, o incluso cortarse a sí mismos con su propia espada. Al respecto, Hakudō lamentó diciendo: "Es realmente lamentable que los practicantes de kendō se corten a sí mismos mientras manejan una espada, y que reemplacen la espada por un palo. Es un ejemplo de advertencia para aquellos que piensan que el entrenamiento con una espada de bambú es suficiente y que también es aplicable a la espada japonesa".
Nakayama fue un promotor activo de las Nuevas Espadas (por ejemplo, espadas modernas fabricadas de manera tradicional). A menudo, esto implicaba demostraciones de corte. Por ejemplo, el 10 de julio de 1934, Nakayama demostró públicamente la resistencia de las Nuevas Espadas al cortar una barra de hierro del grosor de un dedo de un hombre. La barra había sido envuelta en paja, y Nakayama la cortó de un solo golpe, sin dejar marca en la mesa ni en la hoja. El Instituto de la Espada Japonesa había forjado la espada; los herreros eran estudiantes de Kurishara Hikosaburo. Lamentablemente, esas espadas de alta calidad eran demasiado caras para la producción en masa. En 1941, las Nuevas Espadas costaban típicamente entre ¥2,000 y ¥8,000 (1.000 a 4.000 dólares estadounidenses).
Al final de la Segunda Guerra Mundial, Nakayama fue rápido en aconsejar a los japoneses que recibieran a las tropas aliadas con gracia, diciendo que los samuráis nunca pronunciaban lo que estaba terminado. Él dijo:
En la esgrima, llamamos a este espíritu 'ohen' o adaptarse al cambio. En otras palabras, es una condición en la que, después de darse cuenta y reconocer la marea natural de los asuntos, se renuncian a todas las ambiciones pasadas y se alcanza un estado de vacío. Esto requiere magnanimidad de corazón. Es el significado último del arte de la esgrima. Debemos recibir al Ejército Aliado con ese mismo espíritu. Ayer eran enemigos, pero hoy ya no lo son. Si no podemos pensar en ellos como ya no siendo enemigos, entonces no se puede decir que entendemos verdaderamente el espíritu del bushido.
Si hay el menor sentimiento de malicia albergado en nuestros corazones y si no podemos tener una visión amplia, inevitablemente se mostrará en nuestros rostros y actitudes, dando razones a los demás para pensar que somos cobardes. Creo que la grandeza de una nación radica en su actitud de mente abierta.

## Iaidō
Se dice que Hakudō Nakayama se interesó por el iaidō debido a la influencia de su benefactor, Eiichi Shibusawa, quien también practicaba iaidō. Además, Fukuzawa Yukichi, quien nombró a Nakayama como el instructor de kendō en la Universidad de Keio, era un experto en iaidō. A finales del período Meiji, Nakayama escuchó que "en la prefectura de Kōchi (antigua provincia de Tosa), se practica un estilo único de iaidō llamado "Shinden Jūshin-ryū" bajo estrictas reglas", dicho por Itagaki Taisuke, un político originario del dominio de Tosa y pariente de Nakayama, así que visitó a Itagaki y, gracias a su intermediación, se convirtió en discípulo de Yoshimasa Hosokawa, perteneciente a la rama Shitō-ryū de Shinden Jūshin-ryū, y recibió su licencia de Hosokawa.
Nakayama habló sobre la tendencia en el mundo del iaidō, diciendo: "Aunque el iaidō en sí mismo no puede existir sin un oponente imaginario, generalmente, tanto el practicante como su compañero tienden a actuar de manera natural como si estuvieran realizando una forma individual. Se considera que las técnicas son simples, lo que conlleva una sensación de facilidad. Debido a esto, muchos tienen la idea de que el iaidō se reduce a simplemente aprender a desenvainar, cortar y envainar, habiendo memorizado alrededor de treinta o cuarenta kata. Además, debido a que la práctica se realiza de forma individual, sin el estímulo competitivo de las llamadas competencias en las que se busca la superioridad o la victoria, es muy común que los practicantes caigan en la autocomplacencia una vez que adquieren cierta experiencia. Aunque no llegan a ser arrogantes con su propio estilo de esgrima, tienden a adoptar una mentalidad similar", advirtiendo así sobre la tendencia al autosatisfacción en los practicantes de iaidō.

## Jujutsu
Hakudō Nakayama afirmó que en su ciudad natal, Toyama (actualmente Toyama-shi), practicó jujutsu desde aproximadamente los 9 años hasta los 17 años, en lugar de kendō. Su maestro en jujutsu fue una persona llamada Takyama Tōkichi. Después de ese periodo, aparentemente no exhibió sus habilidades de jujutsu en público. Sin embargo, se dice que cuando visitó el dōjō de Inamura Kōjirō, quien también era discípulo de Negishi Shingorō, practicaron diversas técnicas de diferentes escuelas de jujutsu.
Hakudō Nakayama tenía una estrecha amistad con Morihei Ueshiba, el fundador del aikidō. Envió a sus discípulos al dōjō de Ueshiba, el Kaibukan, para recibir instrucción en kendō, e incluso casó a su estudiante Kiyoshi Nakakura con la hija de Ueshiba, Matsuko, adoptándolo así como su yerno.
Además, según Kaoru Kōzai, quien fue discípulo de Nakayama en Yūshinkan durante su época universitaria y más tarde se convirtió en el fundador del estilo de karate Shindō Jinen-ryū, en aquel tiempo muchos maestros de artes marciales consideraban al karate, traído desde la metrópolis, como una forma inferior de budō, pero Nakayama fue uno de los pocos que reconoció el verdadero valor del karate y lo describió como "un kenjutsu realizado con las manos desnudas".

## Entrenamiento en disciplinas diversas

### Kyūjutsu (tiro con arco)
Practicó el tiro con arco desde aproximadamente los 28 años hasta los 55 años. Realizaba entrenamientos al aire libre a una distancia de 16 ken (aproximadamente 29 metros), utilizando principalmente hirawara (hierba enrollada) como objetivo. Alcanzó un nivel de tensión del arco de hasta 4 monme 5 bu (aproximadamente 14.5 kg). Se enfocaba únicamente en disparar flechas de cobertura completa y logró una precisión de hasta 1 sun 1 bu (aproximadamente 3.3 cm). 
A los 45 años, participó en un encuentro llamado "Kendo vs. Kyūdō" cuando la flota estadounidense atracó en Yokohama. Enfrentándose a Hakudo con una espada de madera, tres practicantes de kyūdō le dispararon flechas con polvo blanco. A pesar de estar en una situación desventajosa, solo recibió algo de polvo blanco en su hakama (pantalones tradicionales). A partir de esta experiencia, afirmó que "cuando te enfrentas a un proyectil en movimiento, el movimiento corporal es la mejor forma de defensa" 

### Esgrima occidental
Investigó la esgrima occidental y, en 1937, publicó junto a su hijo mayor, Yoshimichi Nakayama, el libro "Nihon Kendō to Seiyōkenwaza" (Kendō japonés y técnicas de esgrima occidental).

### Bayoneta
Yasuei Yamane, el jefe de la escuela de kenjutsu Suii Kawazu-ryū y profesor de kendo en la Academia Naval, recibió instrucción de Hakudo en técnicas de combate con bayoneta durante su tiempo como instructor de kendo en la Escuela Naval. Después de esto, Yamane afirmó que ya no tuvo dificultades al enfrentarse a la bayoneta.

### Yarijutsu (lanza)
Durante la Segunda Guerra Mundial, Tadatoshi Haga (hermano menor de Jun'ichi Haga), quien era instructor de kendo en la Academia Naval Preparatoria de Kurashiki, recibió la orden de enseñar yarijutsu debido a la escasez de recursos debido a la situación de guerra. Como Haga no tenía experiencia en el manejo de la lanza, se hospedó durante dos semanas con Hakudo para recibir instrucción en yarijutsu. Cuando Haga embistió, Hakudo atrapó la lanza entre la articulación del codo y la axila, y no se movió a pesar de los intentos de Haga por tirar.

## Últimos años

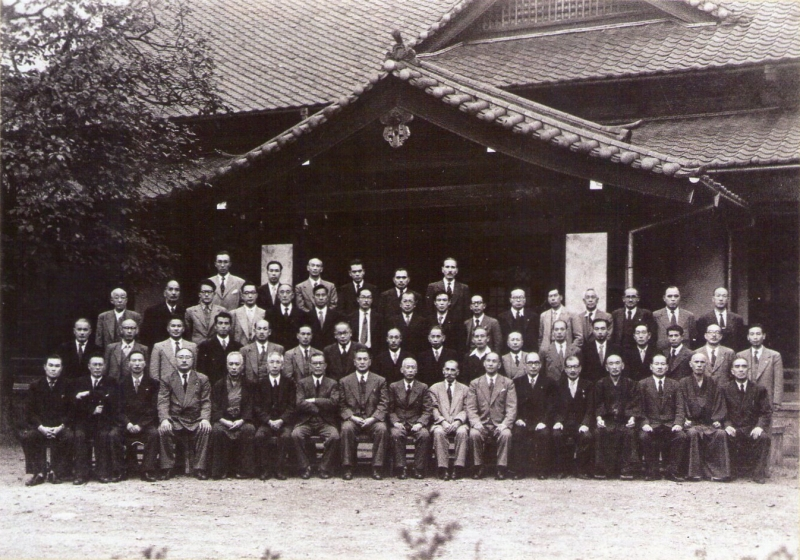
En 1952, se formó la All Japan Kendo Federation. En la fila delantera, en el centro, se encuentra Atsutarō Kimura, y junto a él está Hakudō Nakayama.

Después de la derrota de Japón en la guerra, la Dai Nippon Butokukai fue disuelta por órdenes de la ocupación militar, y las actividades organizadas de Kendo fueron prohibidas. Nakayama fue acusado de crímenes de guerra y fue encarcelado en la Prisión de Yokosuka. Fue declarado inocente y puesto en libertad, pero debido a su avanzada edad, estaba debilitado y el Dojo Yushinkan también cambió de manos durante el caos de la posguerra. Después de la guerra, ocupó un cargo honorífico en organizaciones marciales, pero de forma meramente formal.
A partir de aproximadamente 1950, tuvo varias hospitalizaciones debido a su deterioro de salud, y fue diagnosticado con atrofia cerebral. Falleció en 1958 a la edad de 86 años. El presidente de la All Japan Kendo Federation, Atsutarō Kimura, fue el presidente del comité funeral, y se llevó a cabo un funeral tradicional de Kendo en el Aoyama Funeral Hall. Destacadas personalidades como Masutaro Shōriki, Junzō Sasamori, Kanenosuke Ogawa y Seiji Mochida estuvieron presentes. Su nombre póstumo fue Daioin Muso Hakudo Daikojin. Fue enterrado en el Templo Tenshinji en Minami-Azabu, distrito de Minato, Tokio, junto con su maestro Shingorō Negishi.
Nakayama vivió este consejo él mismo y, como tal, estuvo involucrado en el establecimiento de la Federación de Kendo de Todo Japón de la posguerra y fue titulado Meijin por la Federación Internacional de Artes Marciales (IMAF Japan).

## Poesía
Nakayama también fue poeta y calígrafo. Un pergamino muestra el siguiente texto:
Las flores necesitan agua y sombra
El bambú necesita la sombra de la luna
Una mujer hermosa se ve mejor a través de la sombra de una pantalla.

## Títulos y grados
- 1893 Menkyo de la escuela Shin Muso-ryu.
- 1902 Menkyo Kaiden de la escuela Shin Muso-ryu.
- 1906 Certificado de refinamiento en Kendo otorgado por la Dai Nippon Butokukai.
- 1908 Instructor de Kendo certificado por la Dai Nippon Butokukai.
- 1920 Hanshi en Kendo y Iaido otorgado por la Dai Nippon Butokukai.
- 1922 Menkyo en Mugai Ryu Battojutsu.
- 1927 Hanshi en Jodo otorgado por la Dai Nippon Butokukai.
- 1957 Renuncia al grado de 10.º Dan en Kendo otorgado por la All Japan Kendo Federation.